# Onze-Lieve-Vrouw-van-Lourdeskapel (Kotem)

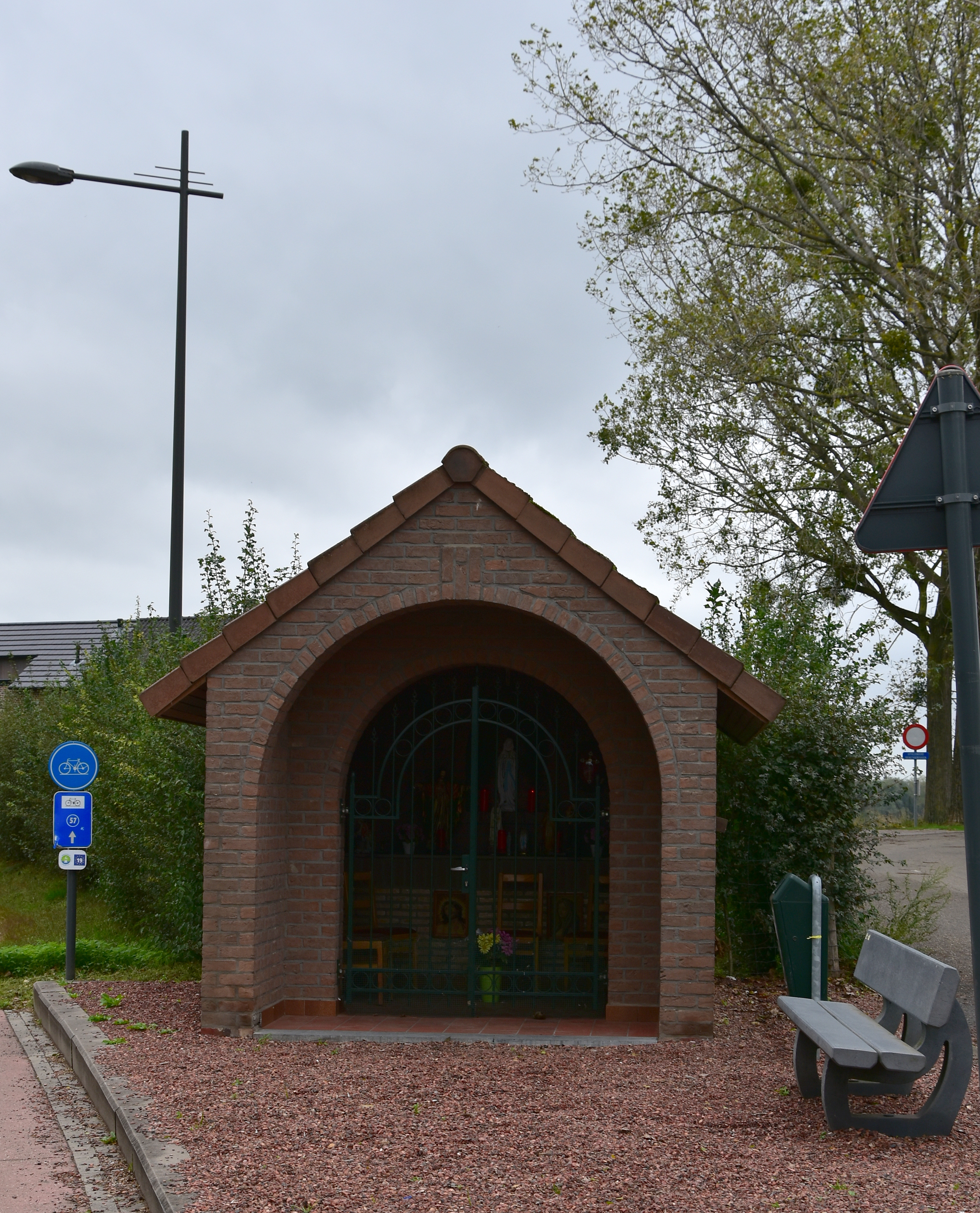
Onze-Lieve-Vrouw-van-Lourdeskapel

De Onze-Lieve-Vrouw-van-Lourdeskapel is een kapel op het Geneuth bij Kotem in de Belgische gemeente Maasmechelen. 
De kapel, die toegewijd is aan de Onze-Lieve-Vrouw van Lourdes, is gelegen op de hoek van de Halstraat en de Weg naar Geneuth. Ze werd gebouwd in 1962 door Jean Albrechts, van wie de ouders op het Geneuth hadden gewoond. De kapel was oorspronkelijk toegewijd aan Antonius van Padua, maar later kwam de Onze-Lieve-Vrouw van Lourdes centraler te staan in de kapel.